# لورانس بوب
لورانس بوب هو محامي وسياسي أمريكي، ولد في 29 فبراير 1940، وتوفي في 22 مايو 2013. نشط حزبياً في الحزب الجمهوري. وقد انتخب عضو مجلس نواب ولاية آيوا ‏.